# فيوريلا مانويا
فيوريلا مانويا (بالإيطالية: Fiorella Mannoia)‏ (من مواليد 4 أبريل 1954) هي مغنية إيطالية.

## وصلات خارجية
- فيوريلا مانويا على موقع IMDb (الإنجليزية)
- فيوريلا مانويا على موقع ميوزك برينز (الإنجليزية)
- فيوريلا مانويا على موقع أول ميوزيك (الإنجليزية)
- فيوريلا مانويا على موقع ديسكوغز (الإنجليزية)
- فيوريلا مانويا على موقع قاعدة بيانات الفيلم (الإنجليزية)
- فيوريلا مانويا على موقع كينوبويسك (الروسية)

- الموقع الرسمي (بالإيطالية)
- فيوريلا مانويا في قاعدة بيانات الأفلام على الإنترنت.